# Marija Ilc
Marija Ilc, slovenska redovnica, znana kot sestra Vendelina, * 5. april 1916, Dolenji Lazi pri Ribnici na Dolenjskem, † 5. avgust 2003, Brezje.
Sestra Vendelina (Marija) Ilc se je rodila v družini z devetimi otroki, od katerih se jih je kar šest odločilo za službo Bogu: štiri dekleta so vstopila k šolskim sestram, ena sestra je postala karmeličanka, en brat pa redovnik cistercijan. Osemnajstletna Marija je po končani meščanski šoli vstopila v noviciat šolskih sester v Mariboru in leta 1934 postala redovnica. V Mariboru je naredila šolo za učiteljico gospodinjskih šol in tečajev. Takoj je začela poučevati najprej dve leti v Mariboru, od leta 1936 do 1947 pa na Krekovi gospodinjski šoli v Mariboru. Ko je bila po vojni šola nacionalizirana, je bila sestra Vendelina gospodinja pri neki družini. Nato so jo poklicali v gospodinjsko šolo šolskih sester v Šentrupertu v Velikovcu v Avstriji. Tam je ostala 10 let, od leta 1959 do 1969. Potem se je vrnila v Slovenijo. V samostanu šolskih sester v Repnjah je bila do leta 1975 hišna predstojnica in začela prirejati šestmesečne gospodinjske tečaje za dekleta. Od leta 1987 je živela in delovala na Brezjah, pripravljala nove izdaje Slovenske kuharice sestre Felicite Kalinšek in ob tem vodila tečaje za žene in dekleta. V teh letih je pripravila sama ali v sodelovanju z drugimi avtorji več knjig kuharskih receptov.
Sestra Vendelina je uredila kar nekaj izdaj Slovenske kuharice, napisala je tudi tri samostojne knjige receptov: Kuharica sestre Vendeline, Pecivo sestre Vendeline, Božič s sestro Vendelino in mojstrom Goljatom.

## Vir
1. ↑  »Umrla sestra Vendelina«. Pridobljeno 4. septembra 2015.
2. ↑  »Sestra Vendelina«. Arhivirano iz prvotnega spletišča dne 4. marca 2016. Pridobljeno 4. septembra 2015.
3. ↑  Zmeraj sestra Vendelina: osnove dobre domače kuhinje (COBISS), str. 7
4. ↑  Kuharica sestre Vendeline : slovenska meščanska kuhinja(COBISS), str. 459